# Chiến dịch cái kẹp giấy

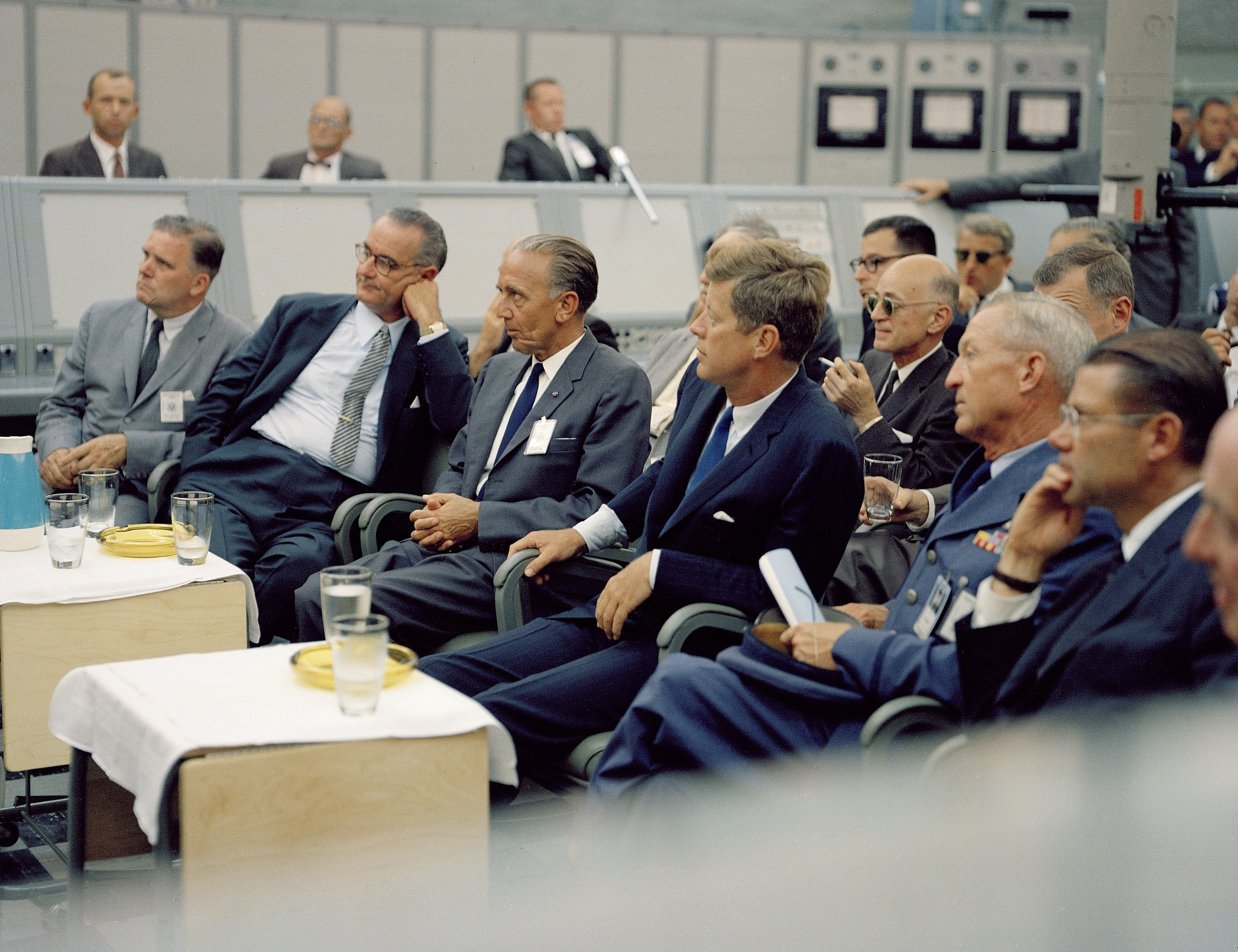
Kurt H. Debus, cựu nhà khoa học Đức Quốc xã, lúc này là giám đốc, ngồi giữa Tổng thống Hoa Kỳ John F. Kennedy và Phó Tổng thống Lyndon B. Johnson trong cuộc họp giao ban tại Blockhouse 34, khu thử nghiệm tên lửa Mũi Canaveral.

Chiến dịch cái kẹp giấy (Operation Paperclip) là một chương trình của Cơ quan Tình báo chiến lược (OSS) (cơ quan tình báo tiền thân của Cơ quan Tình báo Trung ương CIA), dùng để tuyển dụng các nhà khoa học của Đức Quốc xã cho chính phủ Hoa Kỳ, sau Thế Chiến thứ 2, trong bối cảnh chiến tranh lạnh diễn ra, mục đích của chiến dịch cái kẹp giấy là để loại trừ khả năng chuyên gia khoa học Đức chạy sang làm việc cho Liên Xô, Anh, và cho chính Đông Đức và Tây Đức mới bị chia cắt. Trong chiến dịch này khoảng 1.600 nhà khoa học Đức (cùng gia đình của họ) đã được đưa sang Mỹ để làm việc cho nước này.
Liên xô cũng có một chương trình cạnh tranh tương tự gọi là chiến dịch Osoaviakhim.

## Xuất xứ
Chiến dịch bắt đầu từ một văn kiện mật của Hội đồng Tham mưu trưởng Liên quân Hoa Kỳ, đề ngày 6 tháng 7 năm 1945 – ngay sau khi chiến tranh kết thúc ở Âu Châu và trước khi Nhật Bản đầu hàng. Những ý tưởng căn bản tuy nhiên đã có trước đó cả vài năm, là các chính trị gia và những người trong quân đội Hoa Kỳ nhìn lại đã thấy những sai lầm việc ngưng nghiên cứu quân sự sau khi thế chiến thứ nhất chấm dứt. Những người trong bộ tổng tham mưu đã nhận ra những khác biệt ngày càng gia tăng đối với Liên Xô dưới quyền cai trị của Stalin mà vừa mới là đồng minh. Chiến dịch mây mù như vậy là để tiếp thu kỹ thuật quân sự Đức, nhờ đó rút ngắn những công trình nghiên cứu của mình để chuẩn bị cho cuộc thi đua vũ trang sắp tới. Đồng thời để ngăn chặn Liên Xô không lấy đi những nhà khoa học và kỹ thuật Đức trong ngành công nghệ quân sự. Kỹ thuật quân sự của Đức đã phát triển về nhiều phương diện trước hơn phe đồng minh nhiều năm, đặc biệt là trong lãnh vực Động cơ phản lực không khí và việc sử dụng nó trong tên lửa hành trình và các máy bay (V1, Heinkel He 178, Messerschmitt Me 262), cũng như tên lửa (V-2).

## Hoạt động
Ban đầu chiến dịch gọi là "chiến dịch mây mù" (Operation Overcast), một chương trình quân sự bí mật của Hoa Kỳ vào năm 1945, để tuyển dụng khoa học gia và kỹ thuật gia Đức với những khả năng và kiến thức về kỹ thuật quân sự, sau khi đệ tam đế chế sụp vào cuối thế chiến thứ 2.
Sau đó chiến dịch cái kẹp giấy được thực hiện bởi Cơ quan tình báo Mục tiêu chung (JIOA), có nhiệm vụ di chuyển họ về Mỹ. JIOA là một đơn vị mới thành lập có mục tiêu thu thập nguồn lực trí thức Đức để giúp phát triển kho vũ khí hóa học, sinh học và tên lửa cho Mỹ, và để đảm bảo những thông tin mật đó không rơi vào tay Liên Xô. Mặc dù đã chính thức phê chuẩn chiến dịch, song Tổng thống Mỹ Harry Truman đã cấm cơ quan này tuyển những thành viên của đảng Quốc xã hay những ai tích cực ủng hộ đảng Quốc xã. Dù vậy, các quan chức JIOA và Văn phòng Dịch vụ Chiến lược đã lờ đi chỉ thị này và tiêu hủy hoặc thanh tẩy mọi bằng chứng về tội ác chiến tranh nếu có trong hồ sơ của các nhà khoa học này, vì cho rằng thông tin của họ có ý nghĩa sống còn với những công tác hậu chiến của Mỹ.